# Vídeos, Vídeos
Vídeos, Vídeos fue un programa de televisión emitido en España y producido por Gestmusic Endemol para el canal Antena 3 durante dos etapas, la primera en 1994, presentado por Ximo Rovira, y la segunda entre 2001 y 2002, presentado por Paz Padilla y Esther Arroyo. En el programa mostraban vídeos domésticos, montajes musicales, vídeos domésticos de otros países y vídeos procedentes de internet comentados por el jurado.

## Mecánica

### Primera Etapa (1994)
En cada programa, participaban 4 concursantes que llevaba sus vídeos domésticos y era el público el que decidía cuál era el vídeo participante  ganador de 500.000 ptas. y el pase a la final donde se elegía al mejor vídeo doméstico premiándole con 3.000.000 ptas.
En el programa también podían participar enviando bromas de cámara oculta, niños explicando chistes e historias con su particular estilo y escenificando canciones populares. Estos vídeos eran premiados con 250.000 ptas. y el pase a la final donde podían conseguir el gran premio 1.500.000 ptas. 

### Segunda Etapa (2001-2002)
En cada programa, participaban 9 concursantes, quienes ya ganaban 50.000 ptas./300 € solo por concursar, que llevaban sus vídeos domésticos y que se presentaban de tres en tres durante tres rondas. El jurado, compuesto por tres famosos humoristas, decidía cual era el vídeo más divertido en cada ronda premiándoles con 100.000 ptas./600 € más y el pase a la final de la noche. En la ronda final, volvían a participar los vídeos ganadores de las tres rondas anteriores y uno de ellos era premiado por el jurado con 350.000 ptas./2.100 €, dándole un total de 500.000 ptas./3.000 €.
En el programa también podían participar parodias realizadas por videoaficionados. En cada programa, participaban 3 concursantes, quienes ya ganaban 50.000 ptas./300 € solo por concursar, que llevaban sus parodias de anuncios, programas de televisión o escenas de películas. El jurado decidía cual era la mejor parodia del programa premiándole con 200.000 ptas./600 € más, dándole un total de 250.000 ptas./900 €.
Al final de la temporada, se reunían los vídeos y las parodias ganadoras para decidir cuál era el ganador absoluto en cada categoría. El mejor vídeo doméstico era premiado con 3.000.000 ptas./18.000 € y la parodia más lograda con 1.500.000 ptas./9.000 €. Además, también se repartieron premios para los vídeos y parodias que quedaron en segunda y tercera posición.

## Audiencias
| Temporada | Año  | Audiencia Media | Media de Share |
| --------- | ---- | --------------- | -------------- |
| 1         | 1994 | 1.620.000       | 19,30 %        |
| 2         | 2001 | 1.838.000       | 19,40 %        |
| 3         | 2002 | 1.993.000       | 20 %           |

## Enlaces
http://www.gestmusic.es/project/videos-videos-ene-ba-bideoak/
- Datos: Q30901959